# Barbro Viefhaus
Barbro Nina Viefhaus (* 4. Juli 1991 in Stuttgart) ist eine deutsche Schauspielerin.

## Leben
Barbro Viefhaus studierte ab 2013 Schauspiel an der Hochschule für Musik und Theater „Felix Mendelssohn Bartholdy“ Leipzig, das Studium schloss sie 2017 ab.
In der Saison 2015/16 spielte sie am neuen theater Halle unter anderem in Wir sind keine Barbaren, Bornholmer Straße, Schneewittchen und die 7 Zwerge, Frühlingserwachen – Live fast, die young sowie Ein Schaf fürs Leben. Außerdem war sie dort in der Rolle der Marie in der Bühnenfassung von Vincent will Meer zu sehen. Diese Rolle verkörperte sie auch am Alten Schauspielhaus Stuttgart, wo sie mit dem Förderpreis der Schauspielbühnen Stuttgart der Saison 2016/17 ausgezeichnet wurde. In der Saison 2018/19 stand sie am Theater Junge Generation in Dresden in Krabat, Leon zeigt Zähne sowie König Macius auf der Bühne.
Im Film Sub Rosa von Philipp Link spielte sie 2014 die Rolle der Katharina, 2016 in Timeless von Alexander Tuschinski die Rolle der Charlotte. An der Seite von Frederik Bott war sie 2017 im Kurzspielfilm So sehr von Jorinde Weinmann zu sehen. 2019 stand sie für Dreharbeiten zur Folge Kein Entkommen der ARD-Fernsehreihe Wolfsland als Alexandra Mühlbrandt vor der Kamera. Von Juli bis Oktober 2020 (Folgen 3412 bis 3460) spielte Viefhaus die Rolle der Michelle Ostermann in der ARD-Telenovela Sturm der Liebe.

## Filmografie
- 2014: Sub Rosa
- 2016: Timeless
- 2017: So sehr, (Kurzfilm)
- 2020: Sturm der Liebe, (Fernsehserie)
- 2020: Wolfsland: Kein Entkommen, (Fernsehreihe)

## Synchron & Voice Over

### Hörbuch
- 2023: Ich sehe, was du tust, dp DIGITAL PUBLISHERS
- 2024: Tödliche Nähe – Deine Angst ist mein Spiel, dp DIGITAL PUBLISHERS
- 2025: Das Mädchen, das zurückkam, Hachette UK - Bookouture

## Diskografie
- 2022: (I Just) Died In Your Arms
- 2022: In the Air tonight
- 2024: Head On My Shoulder